# Quantengeometrie
Unter dem Begriff Quantengeometrie werden mathematische Konzepte zusammengefasst, mit denen eine gemeinsame Beschreibung von Phänomenen der allgemeinen Relativitätstheorie und der Quantenfeldtheorie versucht wird. Ein solches Konzept wird in den Forschungsgebieten der Quantengravitation beispielsweise für die Behandlung von Effekten in den Größenordnungen der Planckskala benötigt, also im Bereich sehr geringer Längen (10−35 m). Relevant ist dies für manche Aspekte von Singularitäten der allgemeinen Relativitätstheorie, die Eigenschaften Schwarzer Löcher und das sehr frühe Universum.
Ein Problem für eine gemeinsame Behandlung von allgemeiner Relativitätstheorie und Quantenmechanik liegt darin, dass die üblichen Verfahren der Quantenmechanik Raum und Zeit (in der Relativitätstheorie als vierdimensionale Raumzeit zusammengefasst) als unveränderliche Größen voraussetzen. Hingegen ist nach der allgemeinen Relativitätstheorie der Raum dynamisch, Materie beeinflusst die Raumzeit durch das Gravitationsfeld.
Eine Raumzeit wird in der allgemeinen Relativitätstheorie durch eine lorentzsche Mannigfaltigkeit beschrieben. In Hinblick auf das Ziel der Verknüpfung der allgemeinen Relativitätstheorie mit der Quantenmechanik soll die Quantengeometrie nicht unbedingt einen klassischen Raum (bzw. eine Raumzeit) beschreiben, sondern eine verallgemeinerte Form der Geometrie, aus denen sich die Eigenschaften der physikalischen Raumzeit in Spezialfällen ergeben. Als Basisobjekte werden statt Punktmengen oft nichtvertauschende Größen angenommen, Quantengeometrie ist dann eine nichtkommutative Geometrie.
Theorien der Quantengeometrie sind noch in Entwicklung. Ein früher Versuch wurde von John Archibald Wheeler unternommen, der den Begriff Quantengeometrodynamik für eine Quantenmechanik metrischer Größen prägte, die nach Möglichkeit auch die Eigenschaften der Elementarteilchen erklären soll. Mit den Ergebnissen der Yang-Mills-Theorie stellte sich die Aufgabe, die inneren Freiheitsgrade der Teilchen des Standardmodelles der Quantenfeldtheorie in die Betrachtungen einzubeziehen. Inzwischen wurden in der Theoretischen Physik verschiedene Konzepte erarbeitet, keines ist jedoch bisher über die mathematische Beschreibung weniger spezieller Probleme hinausgekommen. Beispiele solcher Ansätze sind die Schleifenquantengravitation und die Stringtheorie. Letztere basiert normalerweise auf einer „herkömmlichen“ (kontinuierlichen) Geometrie, aber mit mindestens 10 Raum- oder 11 Raum- und Zeit-Dimensionen, von denen nur vier als Raumzeit beobachtet werden.
In vielen Konzepten der Quantengeometrie (z. B. in der Loop-Quantengravitation) ist die Struktur der Raumzeit im Bereich der Planck-Skala nicht kontinuierlich, sondern quantisiert (d. h. diskret). Nicht erfüllt hat sich die Hoffnung, dass durch die Diskretisierung eine natürliche Grenze kleinster Längen, kürzester Zeiten und somit auch höchster Energien zustande kommt, die das Problem unendlicher Ausdrücke in der Quantenfeldtheorie und die daraus folgende Notwendigkeit der Renormierung verschwinden lässt.